# Нойхоф-ан-дер-Ценн (сообщество)
Нойхоф-ан-дер-Ценн (нем. 	Neuhof an der Zenn	, произношениео файле) — административное сообщество (нем. Verwaltungsgemeinschaft) в Германии, в южной части района Нойштадт-ан-дер-Айш-Бад-Виндсхайм административного округа Средняя Франкония Республики Бавария. Административное сообщество состоит из двух общин: одной ярмарочной (Нойхоф-ан-дер-Ценн) и одной сельской.

## Общие сведения
Администрация по управлению сообществом расположена в Нойхоф-ан-дер-Ценн:
- 90616 Нойхоф-ан-дер-Ценн, Марктплац, 10 (нем. Marktplatz 10, 90616 Neuhof a.d.Zenn);
- председатель административного сообщества Бруно Тюрауф;
- географические координаты 49°27′25″ с. ш. 10°38′41″ в. д.HGЯO.

## Этимология
Название административного сообщества происходит от ойконима и топонима ярмарочной общины, а заодно и политической общины Баварии — Нойхоф-ан-дер-Ценн.

## Территория и население
| Локальный ключ VB | Общины (муниципалитеты) | Территория, га (31.12.2015) | Население (оценка на 31.12.2015), чел. | Плотность, чел./км² | Землеобес- печенность, м²/чел. |
| 5525              | Сообщество в целом      | 5068,22                     | 3405                                   | 67,18               | 14 884,64                      |

| 09 575 152 | Нойхоф-ан-дер-Ценн | 3085,52 | 2082 | 67,48 | 14 819,98 |

| 09 575 166 | Траутскирхен | 1982,7 | 1323 | 66,73 | 14 986,39 |

## Экономика

#### Транспорт
- Воздушный транспорт
  -  Ближайший международный аэропорт — Альбрехт Дюрер (Нюрнберг);
  -  Местные аэропорты: Бад-Виндсхайм и Нойштадт-ан-дер-Айш.

#### Связь
| Почтовые индексы   | Почтовые индексы |
| Община             | Почтовый индекс  |
| ------------------ | ---------------- |
| Нойхоф-ан-дер-Ценн | 90616            |
| Траутскирхен       | 90619            |

| Телефонные коды    | Телефонные коды |
| Община             | Телефонный код  |
| ------------------ | --------------- |
| Нойхоф-ан-дер-Ценн | +49 (0)9107     |
| Траутскирхен       | +49 (0)9107     |